# Notoraja alisae
Notoraja alisae is een roggensoort uit de familie van de langstaartroggen (Arhynchobatidae). De wetenschappelijke naam van de soort werd voor het eerst geldig gepubliceerd in 2012 door Bernard Séret en Peter R. Last.